# Bill Pickel
Bill Pickel é um ex-jogador profissional de futebol americano estadunidense.

## Carreira
Bill Pickel foi campeão da temporada de 1983 da National Football League jogando pelo Los Angeles Raiders, cuja denominação atual é  Oakland Raiders.